# Филип Лхамсурен
Филип Лхамсурен е монголско-български пътешественик и писател. Той е първият българин и третият човек в света, прекосил Амазония сам и със собствени сили: пеш, с колело и с безмоторно кану, без водач за 6 месеца.

## Биография
Роден е на 5 декември 1979 г. в Монголия. Внук е на монголски министър-председател, майка му Ганханд Лхамсурен е уважавана художничка и преподавателка по изкуства. Не е признат от баща си и е отгледат от майка си. Като дете е живял в България, където майка му е била на дипломатическа работа, после пак в Монголия, където връзката му с природата се засилва.
Прекарва година и половина в  Китай, от които близо година в бежански лагер на UNICEF. Завръщането му към корените в Монголия е неговото първо голямо пътешествие, той е едва на 17 годишна възраст и в продължение на 2 години обикаля Монголия и Южен Сибир. Служи година във Френския чуждестранен легион, след което се впуска в пътешествия по Хималаите, Централна Азия и Амазония. Пътуванията му продължават да бъдат съществена част от живота му – често пеш, с лодка, с колело, или пък дори на гърба на камила. Но почти винаги без двигател, а със собствени сили. Това и любовта му към природата го подтикват да организира своите първи големи самостоятелни експедиции, задвижвани единствено и само от човешката сила. Филип обикаля така наречените от него „забравените пътища“ на света от 1997 г. насам. Прави експедиции до най-отдалечените части на света – от Чечения през Сибир и пустините на Азия до джунглите на Амазония.
Автор е на книгите „Душата на човека“ („Сиела“, 2011), „Забравените пътища: от Родопите до Памир“ („Вакон“, 2014) и „Прегръдката на Амазония“ („Книгомания“, 2020)
Филмът „Прегръдката на Амазония“ описва експедицията на Филип Лхамсурен през бразилската джунгла, в която сам, със собствени сили изминава 5575 км през континента Южна Америка – от Тихия океан до Атлантическия океан.
Филип Лхамсурен (Ловеца на вълци) е сред участниците в сезона на телевизионния формат „Survivor: Островите на перлите“ от 2008 г., заснет в Панама.
Той казва: „Не е важно докъде ще стигнеш, важното е да стигнеш до себе си“.

## Произведения
- „Душата на човека“ (Сиела, 2011)[6]
- „Забравените пътища: от Родопите до Памир“ (Вакон, 2014)
- „Прегръдката на Амазония“ (Книгомания, 2020)